# Liolaemus baguali
Espèce
Synonymes
- Liolaemus kingii baguali Cei & Scolaro, 1983

Statut de conservation UICN

 LC  : Préoccupation mineure
Liolaemus baguali est une espèce de sauriens de la famille des Liolaemidae.

## Répartition
Cette espèce est endémique de l'Argentine où elle est présente dans la province de Santa Cruz. On la trouve entre 600 et 1 200 m d'altitude.

## Description
C'est un saurien vivipare.

## Étymologie
Son nom d'espèce, baguali, lui a été donné en référence à sa localité type située dans la Sierra del Bagual.

## Publication originale
- Cei & Scolaro, 1983 : Una nueva forma geográfica de Liolaemus kingi de Santa Cruz, Argentina (Lacertilia, Iguanidae). Neotropica, vol. 29, no 82, p. 209-214.